# Peter von Andlau
Peter von Andlau, född omkring 1420 i Elsass, död 1480, var en tysk jurist.
Andlau var professor i kanonisk rätt vid universitetet i Basel. Omkring 1460 författade han ett verk, Libellus de cæsarea monarchia (utgivet av Joseph Hürbin i "Zeitschrift der Savigny-Stiftung für Rechtsgeschichte", 1891–92), vilket anses som det första försöket till en teori om tyska statsrätten.